# 262 f.Kr.
| 262 f.Kr.          |
| ------------------ |
| Dødsfald - Fødsler |
|                    |

## Født
- Apollonius, græsk astronom og matematiker (død ca. 190 f.Kr.)

## Dødsfald
- Zenon fra Kition, cypriotisk filosof, som grundlagde Stoicismen (født ca. 334 f.Kr.)

| År | Spire Denne artikel om et år, årti, århundrede eller årtusinde er en spire som bør udbygges. Du er velkommen til at hjælpe Wikipedia ved at udvide den. |